# Paweł Twardosz
Paweł Twardosz (11 marzo 1998) è un combinatista nordico polacco.

## Biografia
Sua sorella minore Anna Twardosz è una saltatrice con gli sci.
Ha rappresentato la Polonia ai Giochi olimpici giovanili invernali di Lillehammer 2016 classificandosi nono nella gara individuale,
Attivo in gare FIS dal gennaio del 2015, Twardosz ha esordito in Coppa del Mondo il 18 marzo 2018 a Klingenthal (55º) e ai Campionati mondiali a Seefeld in Tirol 2019, dove è stato 51º nel trampolino normale, 49º nel trampolino lungo e 8º nella gara a squadre dal trampolino normale.